# The Death and Return of Superman
The Death and Return of Superman (La Mort et le Retour de Superman) est un jeu vidéo de type beat them all sorti en 1994 sur Super Nintendo, puis en 1995 sur Mega Drive. Le jeu a été développé par Blizzard Entertainment et édité par Sunsoft. Le scénario de The Death and Return of Superman est basé sur l'histoire du comics La mort de Superman.
De nombreux personnages de l’univers de Superman y sont inclus, tels que Superboy, Eradicator ou encore Doomsday.

## Réception
- La version Mega Drive est notée 74% dans le magazine joypad.